# Denis Padovani
Pour les articles homonymes, voir Padovani.
 (juin 2021).
Si vous disposez d'ouvrages ou d'articles de référence ou si vous connaissez des sites web de qualité traitant du thème abordé ici, merci de compléter l'article en donnant les références utiles à sa vérifiabilité et en les liant à la section « Notes et références ».
Denis Padovani, né le 3 février 1897 à Berre-l'Étang (Bouches-du-Rhône) et mort le 19 avril 1974 à Berre-l'Étang (Bouches-du-Rhône), est un homme politique français.

## Biographie
Engagé volontaire en 1914, il participe à la guerre au sein des chasseurs alpins. Décoré de la médaille militaire et de la croix de guerre, il en revient très gravement blessé et invalide. 
C'est sans doute à ce titre qu'il est recruté comme simple commis d'administration à l'assistance publique de Marseille. C'est au sein de cette institution qu'il fait toute sa carrière professionnelle, montant les échelons jusqu'à en devenir, en 1950, le secrétaire général.
Proche des milieux socialistes dans les années 1930, il est élu conseiller d'arrondissement en 1934, puis maire de Berre-l'Etang l'année suivante en battant la municipalité sortante, soutenue notamment par Félix Gouin. En 1936, il rejoint cependant la SFIO, ce qui lui évite d'affronter cette concurrence politique locale.
Démis de ses fonctions municipales par le régime de Vichy en 1940, il aurait appartenu à la résistance via le Mouvement de libération nationale, et participé au Noyautage des administrations publiques. 
Réinstallé dans ses fonctions de maire en 1944, élu en 1945, mais battu en 1947, il s'investit principalement au sein du conseil général des Bouches-du-Rhône. Élu en 1945 dans le canton de Berre-l'Étang, réélu ensuite jusqu'à sa mort, il est successivement vice-président du conseil général de 1947 à 1951, rapporteur général du budget de 1951 à 1955, puis président de 1955 à 1957.
À ce titre, il est le fondateur de la société marseillaise d'habitation, puis membre du conseil d'administration de l'office départemental HLM des Bouches-du-Rhône.
En 1958, profitant de la retraite politique de Félix Gouin, il est désigné candidat SFIO aux législatives et l'emporte à la faveur d'une triangulaire au second tour, avec 37 % des voix.
Il tente, l'année suivante, de prendre appui sur cette élection pour reprendre la mairie de Berre-l'étang, mais en vain. 
Battu aux législatives de 1962 par René Rieubon, il n'occupe plus qu'une place secondaire dans la vie politique locale.
Il décède brutalement en 1974.

## Détail des fonctions et des mandats
Mandat municipal
1935-40, puis 1944-47Maire de Berre-l'étang
Mandat départemental
1945-74conseiller général des bouches-du-Rhône
1947-51vice-président du conseil général des Bouches-du-Rhône
1955-57président du conseil général des Bouches-du-Rhône
Mandat parlementaire
- 30 novembre 1958 - 9 octobre 1962 : Député de la 10e circonscription des Bouches-du-Rhône